# Henry Clay McCormick
Henry Clay McCormick, född 30 juni 1844 i Lycoming County i Pennsylvania, död 26 maj 1902 i Williamsport i Pennsylvania, var en amerikansk republikansk politiker. Han var ledamot av USA:s representanthus 1887–1891 och Pennsylvanias justitieminister 1895–1899.
McCormick studerade juridik och inledde 1866 sin karriär som advokat i Williamsport. Han efterträdde 1887 Willam Wallace Brown som kongressledamot och efterträddes 1891 av Albert Cole Hopkins. År 1895 efterträdde han W.U. Hensel som delstatens justitieminister och efterträddes 1895 av John P. Elkin.
McCormick avled 1902 och gravsattes på Wildwood Cemetery i Williamsport.